# 3"/50 Mark 33
76 мм артилерийска установка Mark 33 е американска двустволна корабна универсална артилерийска установка калибър 76 mm. Разработена е на основата на полуавтоматичното зенитно оръдие Mark 22 от времето на Втората световна война. Представлява две оръдия Mark 22, постановени на общ лафет.
На основата на оръдието Mark 22 е разработена също АУ Mark 27, модернизация на която е АУ Mark 33, и едностволната АУ Mark 34.

## История
Към края на Втората световна война става очевидно, че 20-мм автомати „Ерликон“ и 40-мм автомати „Бофорс“ имат слаба ефективност против масови атаки по въздух, каквито са периода 1944 – 45 г. атаките на камикадзе. Оръдията калибър 127 мм позволяват ефективно да се унищожават атакуващите самолети, обаче са прекалено тежки и големи, за да може да се поставят в достатъчен брой. За решаването на този проблем следва по спешност да се разработи зенитна установка междинен калибър. Най-малкият калибър оръдия, способни да стрелят със снаряди с дистанционен взривател, по онова време е 76 мм. Това са стандартните оръдия Mark 22, които служат като главен калибър на ескортните разрушители и спомагателните кораби, строени в края на Втората световна война. Тези оръдия лесно се модернизират за воденето на автоматичен огън с помощта на автоматично зареждащо устройство. Прототипът на новата артилерийска установка е готов на 1 септември 1945 г.
Макар установката да не се използва през войната, тя е широко разпространена в американския флот от края на 1940-те до 1980-те години и се намира на въоръжение и до днес на корабите построени в САЩ, продадени на други страни, а също и на норвежките фрегати от типа „Осло“. Испанската фирма Fabrica de Artilleria, Sociedad Española de Construccion Naval произвежда тези установки по лиценз за испанския флот.
По размери новата сдвоена установка съответства на 40-мм автомат „Бофорс“, макар и да е по-тежка. При преоборудването на корабите една нова установка заменя три „Бофорса“.

## Коментари
1. ↑  Буквите показват принадлежността към определен класː ВВ – линкор, СС, CL, СА – съответно линеен, лек или тежък крайцер, CV – самолетоносач, DD – разрушител, SS – подводница и т.н.